# Бутенко Анатолій Іванович
Анатолій Іванович Буте́нко (нар. 23 лютого 1938, місто Миргород, Полтавська область — 4 січня 2021, місто Одеса) — народний депутат України 1-го скликання. Член ЦК КПУ в 1990—1991 роках. Доктор економічних наук.

## Біографія
Народився 23 лютого 1938 року в місті Миргороді, Полтавська область, УРСР, в сім'ї службовця. Українець, освіта вища, інженер-механік, закінчив Одеський політехнічний інститут, Академію суспільних наук при ЦК КПРС.
З 1955 року — робітник, формувальник Миргородського ливарно-механічного заводу.
З 1962 року — технолог Одеського заводу радіально-свердлувальних верстатів.
З 1964 року — перший секретар Іллічівського районного комітету ЛКСМУ міста Одеси.
З 1968 року — заступник начальника Одеського управління «Вторколормет»; головний інженер Одеського ремонтно-механічного заводу.
З 1970 року — інструктор, завідувач організаційного відділу, завідувач промислового відділу, другий, перший секретар Іллічівського районного комітету КПУ міста Одеси.
З квітня 1977 року — 2-й секретар Одеського міського комітету КПУ.
З 1980 — заступник, перший заступник голови виконавчого комітету Одеської обласної Ради народних депутатів.
6 квітня 1990 — 28 січня 1991 року — голова виконавчого комітету Одеської обласної Ради народних депутатів.
Член КПРС з 1964 року, член Одеського ОК КПУ; депутат, член виконкому обласної Ради.
Висунутий кандидатом у Народні депутати трудовими колективами колгоспів імені Горького, «Перемога» Іванівського району Ширяєвського райагробуду, пленумом Іванівського райкому профспілки працівників агропромкомплексу.
18 березня 1990 року обраний народним депутатом України 1-го скликання, 2-й тур 58.31 % голосів, 6 претендентів.
- Одеська область
- Іванівський виборчий округ № 310
- Дата прийняття депутатських повноважень: 15 травня 1990 року.
- Дата припинення депутатських повноважень: 10 травня 1994 року.

Член Комісії ВР України з питань оборони і державної безпеки.
Останніми роками очолював відділ розвитку підприємництва Інституту проблем ринку та економіко-екологічних досліджень НАН України в місті Одесі.
Помер 4 січня 2021 року. Похований в Одесі на Другому християнському цвинтарі.
Нагороджений орденами Трудового Червоного Прапора, «Знак Пошани», медалями, почесним званням «Заслужений діяч науки і техніки України».